# Mario Draghi
Mario Draghi (Róma, 1947. szeptember 3. –) egykori olasz miniszterelnök, közgazdász, menedzser bankár és politikus. 2011 és 2019 között az Európai Központi Bank elnöke, 2021 és 2022 között Olaszország miniszterelnöke.

## Életpályája
Kezdetben Draghi a Goldman Sachsnál dolgozott 2002–2005 között, mielőtt kinevezték a Banca d’Italia elnökévé, 2005 decemberében, ahol 2011 októberéig, az Európai Központi Bank elnökévé való kinevezéséig dolgozott. 2014-ben a Forbes a világ 8. legbefolyásosabb személyeként listázta. 2016-ban pedig a Fortune magazin a világ második legnagyobb vezetőjének nevezte.

### Az Európai Központi Bank elnökeként (2011–2019)
Az Európai Központi Banknál betöltött elnöksége alatt Mario Draghi irányította annak kötvényvásárlási programját. A gazdaságélénkítő program során az EKB több milliárd eurót fordított arra a célra, hogy az Európai Unió tagországai gazdaságában megfelelő pénzbőség legyen, az Európai Unió tagországai kormányai által kibocsátott államkötvényeket a bankok készletéből az EKB megvásárolta, ezzel nyújtott lehetőséget a nagyvonalúbb hitelezésre. A görög adósságválság idején, 2012 júliusában Draghi nagy szerepet vállalt az euró megvédésében.
2019. október 31-vel leköszönt az EKB elnöki posztjáról.

### Szakértői kormány megalakítási megbízása
Sergio Mattarella olasz államfő 2021. február 3-án felkérte egy szakértői kormány megalakítására Mario Draghit, aki az olasz politikai gyakorlatnak megfelelően fenntartással elfogadta a megbízást. február 12-én este megerősítette, hogy elfogadta a miniszterelnöki megbízatást. február 13-án letette az esküt a Draghi vezette új kormány (a 67. olasz kormány), amelyben 8 szakértő és 15 pártpolitikus kapott helyet, a kormány egyharmada nő volt.
2021 végén a Politico Europe éves rangsorában Európa legnagyobb befolyású emberének nevezte, mivel az országot független, technokrata miniszterelnökként kormányozva stabilitást tudott vinni az olasz politikába, egyensúlyban tartva az országot a Covid19-járványból való kilábalás során és egyúttal gazdasági reformok sorát bevezetve, így újra súlyt tudott adni Olaszországnak az európai színtéren.

## A 2024-es Draghi-jelentés
„Super Mario” 2024 júniusa helyett szeptember 9-én Brüsszelben bemutatta az Európai Unió gazdaságának versenyképességéről szóló 400 oldalas jelentését, amelyre jó ideje Ursula von der Leyen kérte fel. Draghi a sajtótájékoztatón arról beszélt, hogy Európának radikális változásra van szüksége, ha nem akar lemaradni a világgazdaságot uraló Amerikai Egyesült Államok és Kína mögött. Ehhez a GDP 5%-ával növelni kellene a beruházásokat. Ez az innovációra fordított összeg évi 800 milliárd eurós növelését jelentené.
„Az Európai Uniónak jobban koordinált iparpolitikára, gyorsabb döntésekre és jóval több beruházásra van szüksége, ha lépést akar tartani a világgazdaságban az Egyesült Államokkal és Kínával.” 
A második világháború után a nyugat-európai gazdaságot helyreállító Marshall-segély az akkori amerikai GDP 1-2 százalékát jelentette. (Magyarország kommunista vezetése szovjet nyomásra visszautasította.)
A jelentés három fő javaslata:
- csökkenteni a beruházásokra fordított források közötti ollót az Egyesült Államok és az EU között: a dekarbonizációt össze kell kapcsolni a versenyképességgel, vagyis a zöldenergiákra való átállásnak a gazdaság növekedését kell segítenie
- növelni kell a biztonságot és csökkenteni a gazdasági és biztonsági függőséget a világgazdaság más szereplőitől
- Európa problémája nem az, hogy hiányzik a szaktudás és a tehetség a munkaerőpiacról, hanem hogy gyakran elvándorolnak

A csaknem 170 javaslatot tartalmazó jelentés szerint az EU-nak csökkentenie kell más országoktól való gazdasági függőségét, pl. a nyersanyagoktól, és biztonsági függőségét az ellátási láncokkal. E programok finanszírozására újabb közös EU-s hiteleket kellene felvenni, de ehhez jobb koordinációra van szükség az Európai Bizottság és a tagállamok között főként a gazdasági előírások és versenyképességi törvények lazításával, valamint a döntéshozatali eljárások megreformálásával gyorsítani kellene a döntéshozatalt.
A javaslat szerint el kell törölni a nemzetek vétójogát, amellyel a közös célok ellen léphetnek fel.

## Díjai, elismerései
- Az Olasz Köztársaság Érdemrendjének Nagy Lovagkeresztje (2000. április 5.)